# Miodusy-Stok
Miodusy-Stok – wieś w Polsce położona w województwie podlaskim, w powiecie wysokomazowieckim, w gminie Wysokie Mazowieckie.
W latach 1975–1998 miejscowość administracyjnie należała do województwa łomżyńskiego.
Wierni kościoła rzymskokatolickiego należą do parafii św. Michała Archanioła w Jabłonce Kościelnej.

## Historia
Dawniej: Miodusy albo Miodusze. 
W roku 1827 miejscowość liczyła 24 domy i 138 mieszkańców. W końcu wieku XIX wieś drobnoszlachecka w powiecie mazowieckim, gmina i parafia Jabłonka. W pobliżu inne wsie tworzące tzw. okolicę szlachecką Miodusy:
- Miodusy Litwa
- Miodusy Perki
- Miodusy Stasiowięta[8].

W roku 1921 naliczono tu 23 budynki z przeznaczeniem mieszkalnym i 142. mieszkańców (78. mężczyzn i 64 kobiety). Wszyscy podali narodowość polską i wyznanie rzymskokatolickie.